# 兵庫県道190号塚口停車場線
兵庫県道190号塚口停車場線（ひょうごけんどう190ごう つかぐちていしゃじょうせん）は、兵庫県尼崎市を通る一般県道である。

## 概要
JR西日本福知山線 塚口駅前から兵庫県道13号尼崎池田線交点に至る。

### 路線データ
- 起点：尼崎市東塚口町1丁目（JR西日本福知山線 塚口駅前）
- 終点：尼崎市東塚口町1丁目（東塚口町1交差点、兵庫県道13号尼崎池田線交点）
- 総延長：224 m[要出典]

## 地理

### 通過する自治体
- 尼崎市

### 交差する道路
| 交差する道路           | 交差する場所  | 交差する場所           |
| ---------------------- | ------------- | ---------------------- |
| 兵庫県道13号尼崎池田線 | 東塚口町1丁目 | 東塚口町1交差点 / 終点 |

### 沿線
- JR西日本福知山線 塚口駅